# 황소자리 유성군

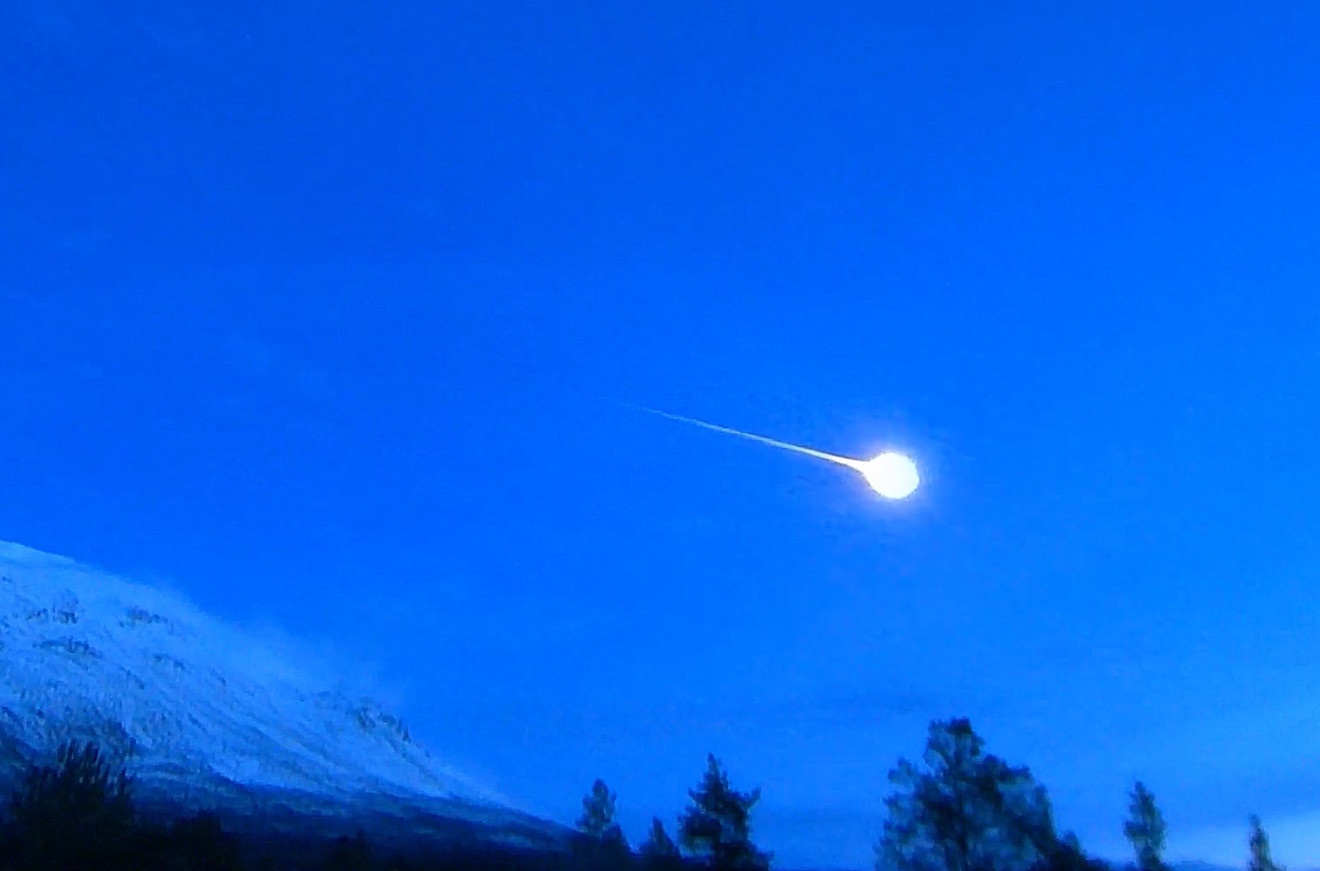
2020년 12월 4일 노르웨이에서 촬영된 황소자리 유성군

황소자리 유성군(-流星群)은 황소자리와 양자리 사이에 복사점을 둔 유성군으로 매년 10월 12일부터 12월 2일 사이에 나타난다.
황소자리 유성군은 엥케 혜성과 관련되어 있다. 유성군 조각들의 흐름이 넓게 퍼져 있어서 지구가 통과하는 시간은 수 주가 된다. 황소자리 유성군은 또한 다른 유성우보다 무거운 조각들로 구성되어 있다.